# Sol Yurick
Sol Yurick (Solomon Yurick) est un écrivain américain né à Manhattan le 18 janvier 1925 et y décédé le 5 janvier 2013 ,.

## Biographie
Il est le fils d'une famille communiste. Le jeune Yurick grandit dans le Bronx. Sa jeunesse est marquée par le déclenchement de la Seconde guerre Mondiale, pendant laquelle il est mobilisé.
Auteur de plusieurs romans, il est surtout connu pour Les Guerriers de la nuit, roman qui s'inspire de l'Anabase de l'écrivain grec Xénophon, et qui a été adapté au cinéma par Walter Hill.

## Œuvre traduite en français
- Les Guerriers de la nuit, [« The Warriors »], trad. de Odile Sabathé-Ricklin, Paris, Presses de la Cité, 1979, 194 p.  (ISBN 2-258-00626-0)